# Kai Hartvig
Kai/j Leon Hartvig/Hartwig  (6. februar 1909 i København – 1961) var en dansk atlet medlem af Københavns IF.
Hartvig var i perioden 1931-35 en af Danmarks bedste sprintere. Han vandt både 100 og 200 meter ved de danske mesterskaber 1935, desuden blev det til tre DM-guld på 4 x 100 meter og var en gang på landsholdet.
Han var to gange under den danske rekord uden at tiderne kunne erkendes som danske rekorder. I matchen København-Provinsen i 1935 løb han i tiden 10,6, men rekorden kunde ikke anerkendes fordi kun to dommere, ikke tre som reglerne krævede, havde betjent de fire stopure. Samme år løb han også på 10,5 da han vandt i bykampen København-Oslo, men rekorden kunne ikke anerkendes på grund af medvind.
Hartvig beklædte gennem årene forskellige tillidsposter i KIF, Københavns Atletik Forbund og Dansk Gangforbund.

## Danske mesterskaber
- Guld 1937 4 x 100 meter
- Guld 1936 4 x 100 meter
- Guld 1935 100 meter 10,7
- Guld 1935 4 x 100 meter
- Guld 1935 200 meter 22,4
- Sølv 1934 100 meter 11,0
- Sølv 1934 200 meter 22,7

## Personlige rekorder
- 100 meter: 10,6 Østerbro 21. juli 1935 (10,5w 1935)
- 200 meter: 22,4 18. august 1935
- 400 meter: 51.9 1934
- Længdespring: 6,87 1935
- Trespring 13,88 1930